# کانادا در المپیک تابستانی ۱۹۷۶

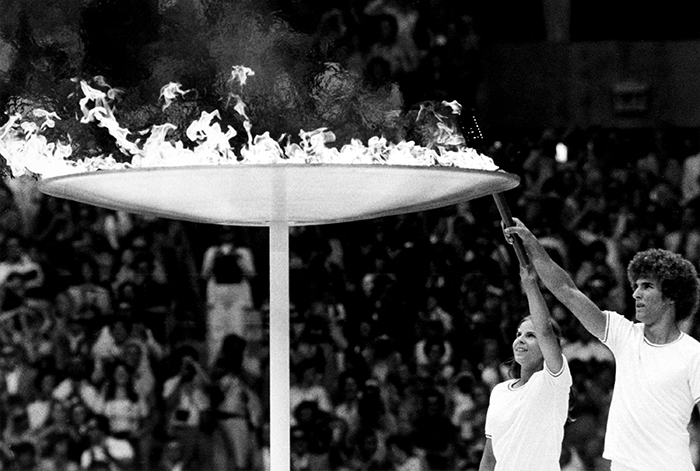
یک مرد و زن درحال روشن کردن آتش برای شروع مسابقات المپیک

کانادا در بازی‌های المپیک تابستانی ۱۹۷۶ که در شهر مونترال برگزار شد، کاروان کانادا با ۳۸۵ ورزشکار در این رقابت‌ها شرکت کرد و موفق به کسب ۱۱ مدال (۰ طلا، ۵ نقره، ۶ برنز) شد. در جدول رتبه‌بندی توزیع مدال‌ها، کانادا در ردهٔ ۲۷ مسابقات قرار گرفت.